# 果洲群島

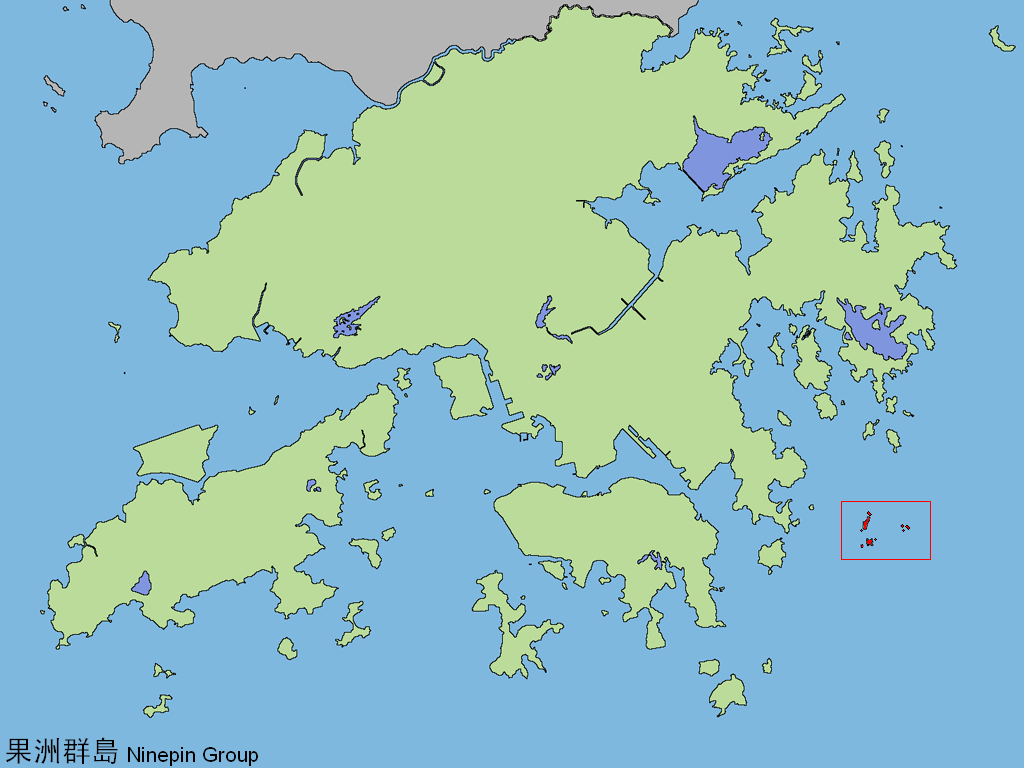
香港における果洲群島

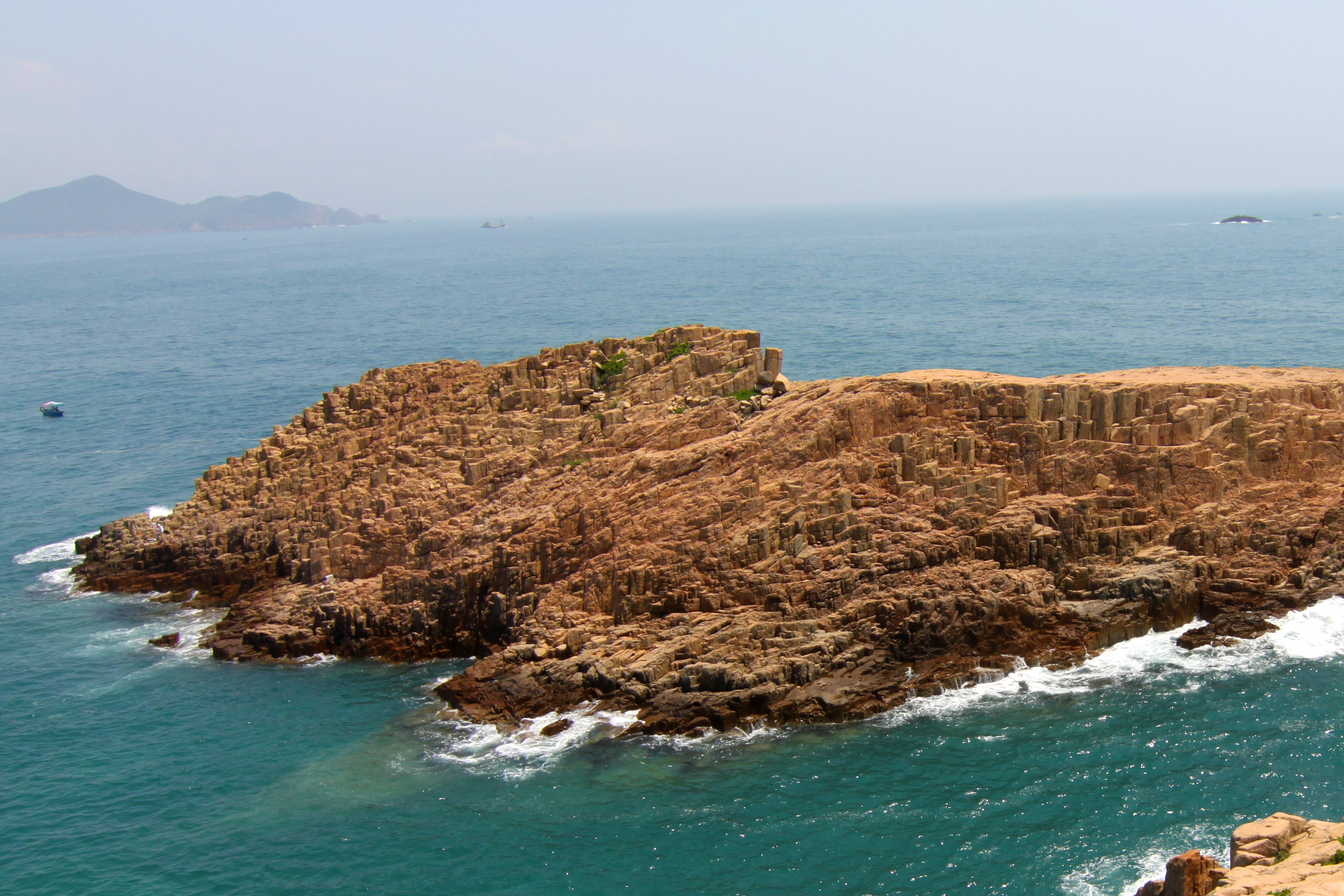
北果洲

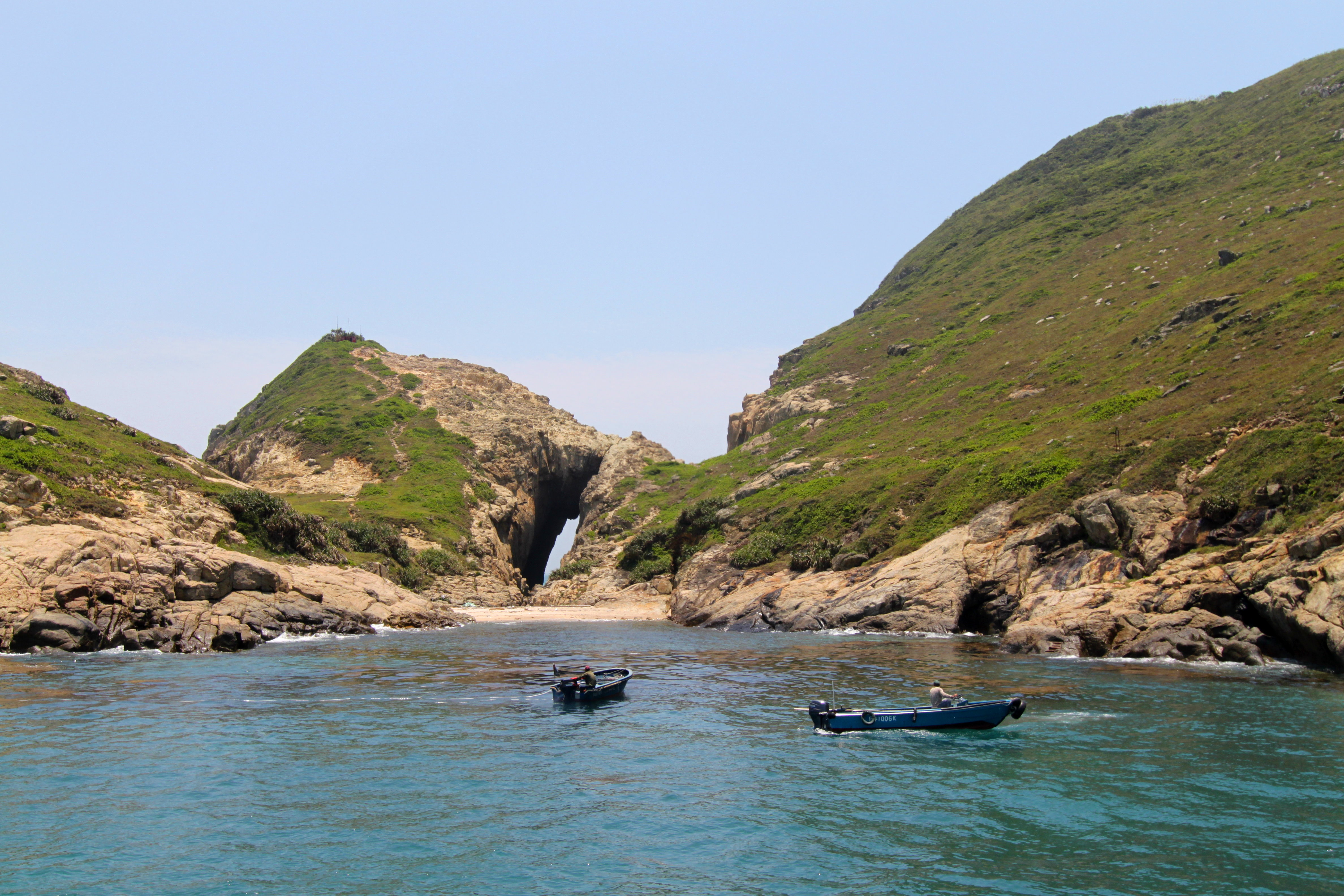
南果洲

果洲群島（コーチャウぐんとう、英語: Ninepin Group）は、香港新界西貢区に属する離島である。西貢市から南東約16キロに位置する。大きく3つの群島（東果洲、南東洲、北東洲）に分かれ、全部で29の島がある。全て無人島である。
空から見るとたくさんのフルーツのように見えることから、“果洲群島”と呼ばれる。一方、イギリス人は “ナインピン”(ninepin) という古いボウリングゲームを連想し、“Ninepin Group”と呼んだ。
2012年8月、中国当局は果洲群島の地下に地質時代の超巨大火山があると発表し、火山全体は「糧船湾超巨大火山」と名付けられた。糧船湾超巨大火山は1億年前以上に噴火し、その後大部分が浸食され現在は死火山であり危険はない。マグマが固まった柱状節理と呼ばれる六角形の流紋岩石柱群が見られる。

## 参考リンク
1. ↑  “香港の地下に古代の超巨大火山を発見”. ナショナル ジオグラフィック.  ナショナル ジオグラフィック協会 (2012年9月7日). 2023年11月26日閲覧。